# Physcomitrium nodulifolium
Physcomitrium nodulifolium är en bladmossart som beskrevs av Mitten 1882. Physcomitrium nodulifolium ingår i släktet huvmossor, och familjen Funariaceae. Inga underarter finns listade i Catalogue of Life.